# Geneviève Dumont
Pour les articles homonymes, voir Dumont.
Geneviève Dumont, née le 3 novembre 1943 à Lyon et morte le 3 octobre 1986 à Grézieu-la-Varenne, est une artiste française, plasticienne, peintre et sculpteur.

## Biographie
Après avoir grandi à Villeurbanne dans le département du Rhône, Geneviève Dumont passe un baccalauréat de sciences expérimentales. Elle étudie à l'École nationale des beaux-arts de Lyon, elle étudie la sculpture dans la classe d'Avoscan, elle est diplômée en 1968. Dès l'année suivante, elle enseigne en lycée et collège et devient sculptrice professionnelle. Elle reçoit un diplôme national de sculpture en 1971.
Elle installe son atelier à Sainte-Consorce en 1969, puis à Grézieu-la-Varenne en 1974. Elle réalise de nombreuses sculptures monumentales, des installations et des dessins et participe à un grand nombre d'expositions. Ses œuvres en béton, bronze, plâtre ou résine sont visibles à Lyon, Vaulx-en-Velin, Vénissieux, Villeurbanne, Pollionnay, Grézieu-la-Varenne...
L'association Geneviève Dumont honore sa mémoire et promeut l'art contemporain en organisant à La Remise (Pollionnay) une exposition permanente de ses œuvres et des expositions temporaires d'artistes.

## Œuvres

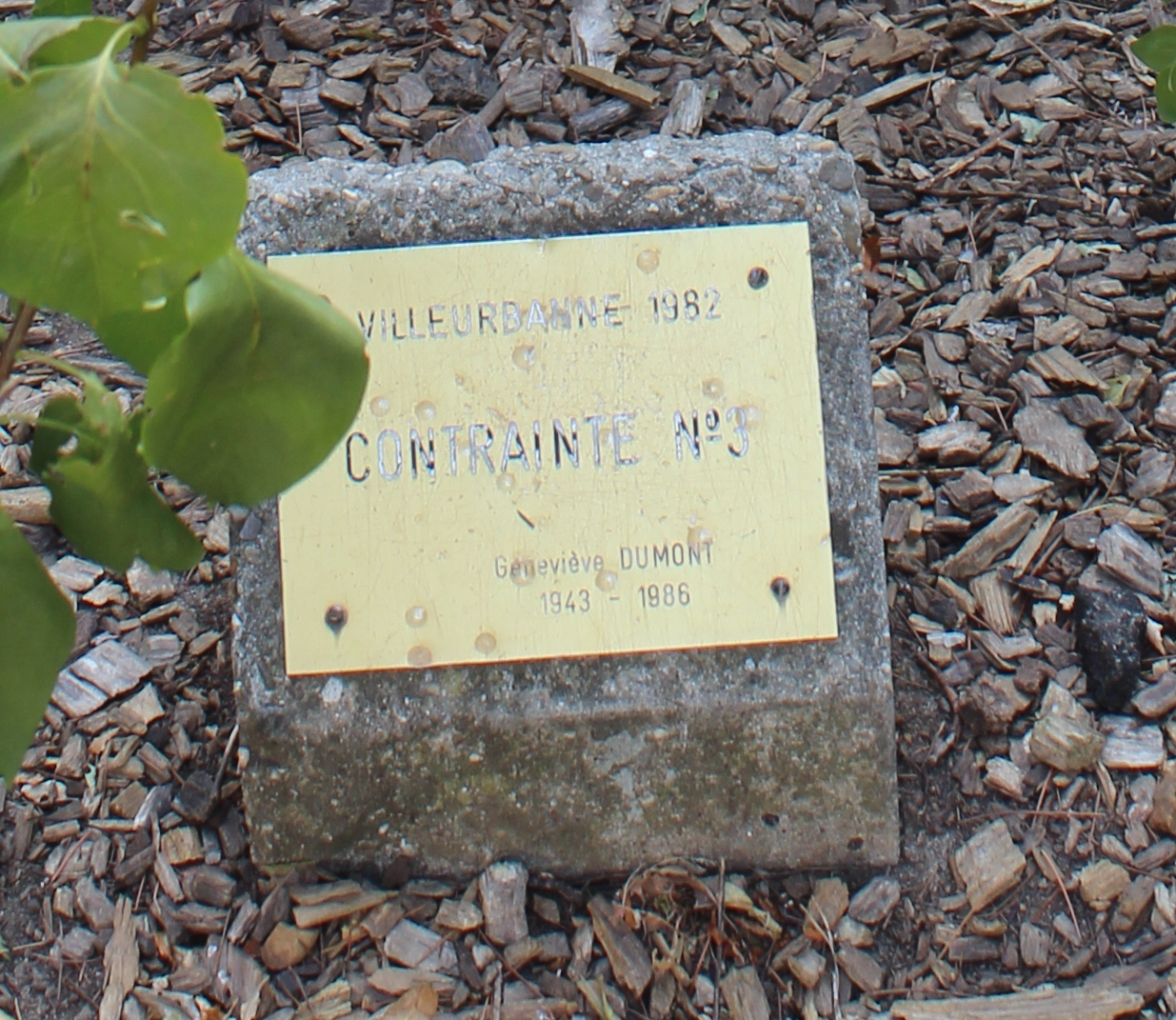
Cartel de l’œuvre Contrainte no 3 à Villeurbanne.

- Cartel de l’œuvre Contrainte no 3 à Villeurbanne. Le Lit (1972), Vénissieux, parc Louis-Dupic[6].
- La Mémoire (1975), béton blanc, Vénissieux, groupe scolaire Léo-Lagrange[6].
- Contrainte no 1 (1978), dalle piétonne près de l’auditorium, 3e arrondissement de Lyon[7].
- Trône magique et bancs publics (1978), béton, Vaulx-en-Velin, école élémentaire Federico García Lorca.
- Fontaine (1979), Villeurbanne, square Prévert, Gratte-ciel[8].
- Cathédrale (1980), 4e arrondissement de Lyon, Parc de la Cerisaie[9].
- Sans titre (1981), bronze, Patio du hall d’entrée de Département Licence Sciences et Technologies, Campus de Saint-Martin-d’Hères / Gières[10].
- Contrainte no 3 (1982), Villeurbanne, 1982, maison Berty-Albrecht.

## Citations
- « Dans mes premiers travaux, la décomposition des formes, des modèles de l’abstraction, me semblait être le seul moyen d’accompagner, de décrire la lente décomposition du corps au long de l’existence. Et de cette proximité de la sculpture et du corps vivant j’ai tiré la conclusion que la sculpture ne pouvait être que narrative. Elle raconte, ou encore quand elle est monumentale, elle donne du poids à ce qui en a si peu : notre vie. Ce poids inscrit, hors de l’existence, dans une sorte d’univers mythique, notre fragilité. Je mets donc en scène des ensembles -que j’appelle dispositifs- parce que les sculptures comme les pièces d’un jeu ou d’un mécanisme, trouvent ici une position qui peut produire un sens, un fonctionnement »[11]
- « J’ai entendu deux mots capitaux : vie intérieure. Ce que vous voyez est une surface, l’essentiel est intérieur. J’ai longtemps entendu en moi depuis ce mot devant Nefertiti, devant Goudéa. Je n’étais plus spectatrice, mais je participais enfin totalement au mystère de cette beauté. Et peu à peu je me libérais de l’image belle pour atteindre le mystère de la beauté des formes pour les formes et je me suis mise à chercher des formes… »[réf. souhaitée]

## Expositions
Les œuvres de Geneviève Dumont sont présentées :
- en 1975 Musée d’Art Moderne de la Ville de Paris
- en 1976 Centre Culturel Américain, Paris
- en 1980 Musée de Brou, Bourg-en-Bresse
- Une exposition des œuvres de Geneviève Dumont a lieu deux fois par an, en juin et en septembre, à La Remise (Pollionnay).